# Mireia Canalda
Mireia Dopacio Puig, más conocida como Mireia Canalda, (Barcelona, 16 de julio de 1982) es una modelo, actriz, reportera y presentadora de televisión española.

## Biografía
Mireia lleva toda la vida dedicada a la moda, ya que, con apenas 10 años, ya hacía desfiles con ropa. El primer casting que hizo fue para una marca de leche en Irlanda para el que salió elegida. Desde entonces, ha participado en las pasarelas españolas de Gaudí y Cibeles, ha posado para catálogos de moda y ha creado su propia línea de ropa.
Desde 2003 se ha embarcado en el papel de colaboradora y presentadora de algunos programas de televisión como La banda, De Debò, El club, Condició Femenina, Programa de seguimiento del mundial o Trencadís. Además de presentadora y locutora en algunos espacios de radio como Foradejoc de Ona FM. En 2010 se embarcó como concursante en el reality show Supervivientes 2010 y en 2013 participó en el programa aventurero Expedición Imposible junto a su pareja Felipe López, pero tuvo que abandonar por problemas con su embarazo.
En 2010 debutó como actriz en la película La venganza de Ira Vamp, donde interpretaba a la Princesa Otari, además, ese mismo año, tuvo un papel en el cortometraje The international.

## Filmografía

### Películas
| Películas | Películas               | Películas      | Películas        |
| Año       | Título                  | Personaje      | Notas            |
| --------- | ----------------------- | -------------- | ---------------- |
| 2010      | La venganza de Ira Vamp | Princesa Otari | Papel secundario |
| 2010      | The international       | Mireia         | Cortometraje     |

### Programas de televisión
| Programas de televisión | Programas de televisión              | Programas de televisión | Programas de televisión |
| Año                     | Título                               | Cadena                  | Notas                   |
| ----------------------- | ------------------------------------ | ----------------------- | ----------------------- |
| 2003 - 2005             | La banda                             | La 2 Catalunya          | Reportera               |
| 2004 - 2005             | De Debò                              | Urbe TV                 | Copresentadora          |
| 2006                    | No em ratllis!                       | TV3                     | Reportera               |
| 2006                    | Extra                                | TVE                     | Presentadora            |
| 2006 - 2009             | El club                              | TV3                     | Colaboradora            |
| 2007 - 2008             | Gent de Tárrega                      | Canal Nou               | Copresentadora          |
| 2007 - 2008             | Condició Femenina                    | Canal Català            | Colaboradora            |
| 2007 - 2008             | Amb el cor a la mà                   | Canal Nou               | Colaboradora            |
| 2008                    | Sis a traïció                        | TV3                     | Reportera               |
| 2010                    | Supervivientes: Perdidos en Honduras | Telecinco               | Concursante             |
| 2010                    | Programa de seguimiento del mundial  | Cuatro                  | Colaboradora            |
| 2010                    | Banda ampla                          | TV3                     | Colaboradora            |
| 2010                    | Gente que cuenta                     | La 10                   | Colaboradora            |
| 2011 - 2012             | Latin Angels Special                 | Comercial TV            | Presentadora            |
| 2013                    | Expedición Imposible                 | Cuatro                  | Concursante             |
| 2015 - 2016             | Gran Hermano: El Debate              | Telecinco               | Colaboradora            |
| 2015 - 2016             | Trencadís                            | 8tv                     | Colaboradora            |
| 2016                    | GH VIP: El Debate                    | Telecinco               | Colaboradora            |
| 2016 - 2018             | Arucitys                             | 8tv                     | Colaboradora            |
| 2016 - 2017             | Campanadas de fin de año             | 8tv                     | Presentadora            |
| 2018                    | Viva la vida                         | Telecinco               | Colaboradora            |

### Programas de radio
| Programas de radio | Programas de radio | Programas de radio | Programas de radio |
| Año                | Título             | Emisora            | Notas              |
| ------------------ | ------------------ | ------------------ | ------------------ |
| 2007 - 2012        | Fora de joc        | Ona FM             | Presentadora       |
| 2012 - 2013        | Al primer toque    | Onda 0             | Colaboradora       |

### Publicidad
- Samsung
- Matutano
- Llongueras
- Sophie Noël
- Movistar
- Viceroy
- Coca Cola (1997)
- Trex
- Equinox
- Siesta (colonia Gonzalo Miró)

## Vida personal
Desde 2012 mantiene una relación con el exnadador Felipe López, con el que tiene dos hijos: La primera llamada Inés y nacida el 7 de junio de 2013 y el segundo llamado Nuno, nacido el 27 de mayo de 2015.